# Temple de Rama
El Temple de Rama és un temple hindú a Ayodhya, Uttar Pradesh, Índia. Es troba al lloc de Ram Janmabhoomi, on suposadament va néixer Rama, una deïtat principal de l'hinduisme.
Al lloc escollit hi havia la mesquita de Babri, construïda al segle xvi dC, on es van col·locar les estàtues de Rama i Sita el 1949, abans que fos atacada i enderrocada el 1992. El 2019, la Cort Suprema de l'Índia va emetre el veredicte per donar la terra en disputa als hindús per a la construcció d'un temple, mentre que els musulmans tindrien terres en un altre lloc per construir una mesquita. El tribunal va fer referència a un informe del Servei d'Arqueologia de l'Índia (ASI) segons el qual a sota la mesquita destruïda hi havia una estructura que no era islàmica.
El 5 d'agost de 2020 se'n va fer la cerimònia d'inici de construcció presidida per Narendra Modi, primer ministre de l'Índia. El 22 de gener de 2024, Modi va exercir com a patró en cap dels rituals per a l'esdeveniment i va fer la consagració del temple. La cerimònia de Prana Pratishtha va ser organitzada pel Shri Ram Janmabhoomi Teerth Kshetra.
El temple ha generat una sèrie de controvèrsies a causa del suposat ús indegut de la donació, l'abandonament dels seus principals activistes i la politització del temple per part del Partit Bharatiya Janata.